# Тово Фаралди (Империја)
Тово Фаралди је насеље у Италији у округу Империја, региону Лигурија.
Према процени из 2011. у насељу је живело 48 становника. Насеље се налази на надморској висини од 272 м.